# ياسين كشوط
ياسين كشوط (من مواليد 7 مايو 1982 في الجزائر العاصمة) هو لاعب كرة قدم جزائري يلعب حاليًا مدافعًا لمولودية وهران في الرابطة الجزائرية المحترفة الأولى.

## المشوار
في يونيو 2012، أمضى ياسين كشوط لفائدة مولودية وهران، وذلك لمدة 18 شهرا،

## تتويجات
- فاز ببطولة الرابطة الجزائرية المحترفة الثانية مرة واحدة مع مولودية الجزائر عام 2002
- فاز ببطولة الرابطة الجزائرية المحترفة الأولى مرة مع شبيبة القبائل سنة 2004

## روابط خارجية
- ياسين كشوط على موقع قاعدة بيانات كرة القدم.إي يو (الإنجليزية)